# Villa Pestalozzistraße 39 (Radebeul)
Die Villa Pestalozzistraße 39 liegt im Stadtteil Serkowitz der sächsischen Stadt Radebeul, nahe den schmalspurigen Gleisen der Lößnitzgrundbahn. Sie wurde 1879/1881 durch die Serkowitzer Baumeisterunternehmung F. W. Eisold nach einem Entwurf des ebenfalls Serkowitzer Baumeisters Gustav Ziller errichtet.

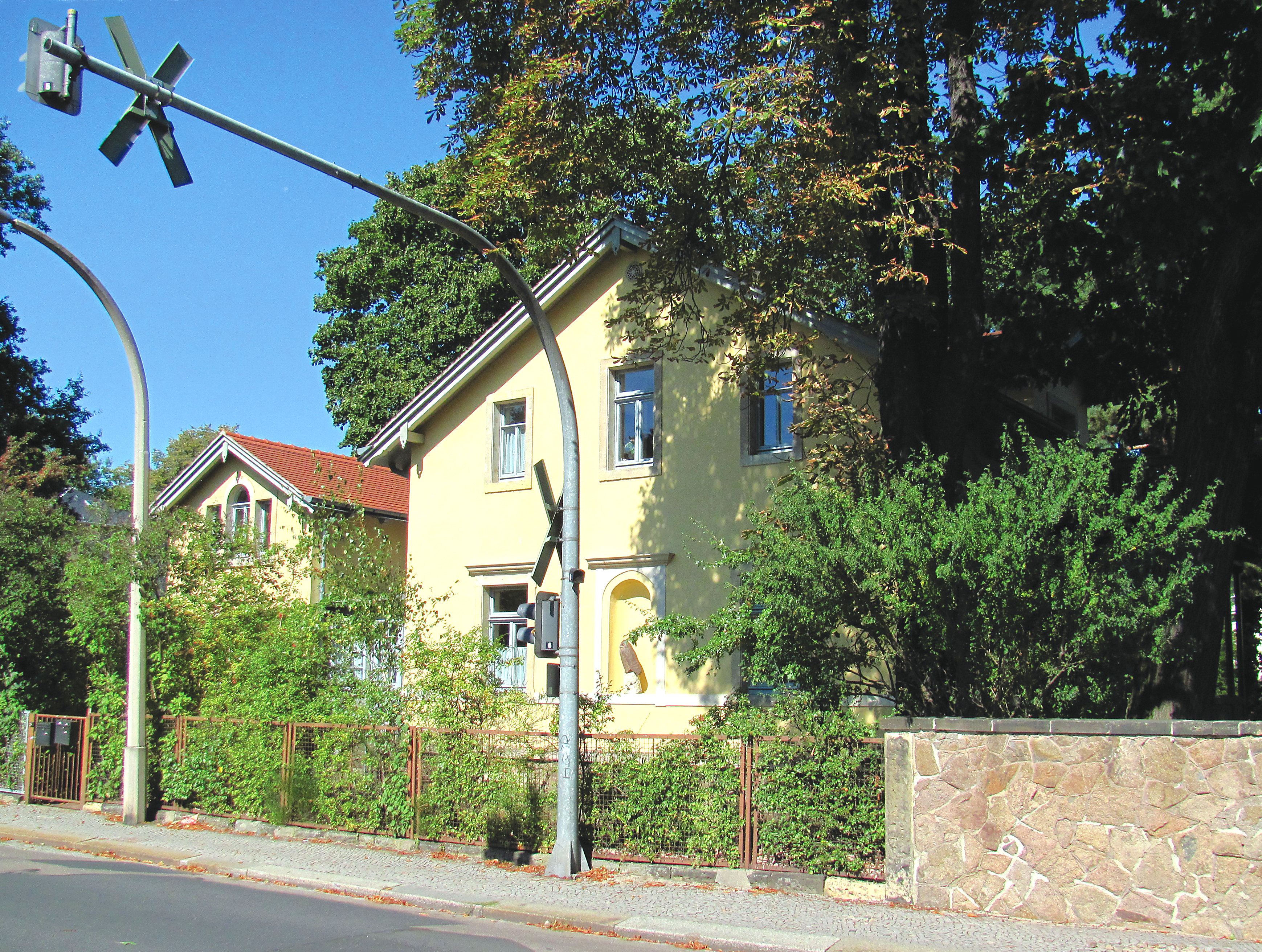
Villa Pestalozzistraße 39

## Beschreibung
Die als zusammenhängender Gruppenbau konzipierte, unter Denkmalschutz stehende Villa steht auf einem Eckgrundstück zur Wasastraße, gegenüber den Gleisen der Lößnitzgrundbahn. Das Wohnhaus besteht aus drei Baukörpern in Form eines eineinhalbgeschossigen Haupthauses, eines eineinhalbgeschossigen schmalen Nebengebäudes sowie eines Verbindungsbaus.
Die eineinhalbgeschossige Villa hat einen mezzaninartigen Kniestock sowie flachgeneigte Satteldächer. Sie steht giebelständig zur Pestalozzistraße, der Hauptbaukörper mit drei Fensterachsen auf der rechten Seite. Zur Wasastraße befindet sich in der Traufseite eine Holzveranda mit Austritt obenauf, darüber im Dach ein Zwerchhaus. Westlich des Haupthauses liegt das eineinhalbgeschossige Nebengebäude, das durch den Verbindungsbau angeschlossen ist.
Die Fenster sind durch Sandsteingewände eingefasst, die teilweise horizontale Verdachungen tragen. Die Fenster im Nebengiebel sind Koppelfenster, das obere davon mit Palladiomotiv.
Die ehemals schlichte Putzgliederung wurde zwischenzeitlich vereinfacht.
Vor dem Verbindungsbau steht eine Veranda, diese dient als Eingangsvorbau.

## Geschichte
Die Gebrüder Ziller erschlossen um 1877 auf eigene Kosten die ehemalige Sophienstraße, die nach Fertigstellung in den Besitz der Landgemeinde Oberlößnitz übergeben wurde und heute den mittleren Teil der Eduard-Bilz-Straße darstellt. Um die Straße aufzuwerten, die an einem kleinen Platz (Alvslebenplatz) beziehungsweise der Nizzastraße beginnt, bauten die Gebrüder Ziller am Straßenbeginn auf eigene Kosten als erstes Gebäude dieser Straße den Sophienhof, eine mit der Hauptansicht in Richtung Süden zum Platz ausgerichtete und mit einem Turm versehene Villa in Form einer Gebäudegruppe.
Der 1877 errichtete Sophienhof war mitsamt dem Turm eine Abwandlung eines Zillerschen Haustyps, der als Gebäudegruppe bis in die 1860er Jahre zurückgeht und sich von der Kubatur ihres Römischen Landhauses ableitet, wie er beispielsweise 1865 als Villa Hoflößnitzstraße 6 entstand. Auch die kleinere Villa in der Zillerstraße 5 folgte diesem Schema. Um die Wandlungsfähigkeit dieses Haustyps zu zeigen, bauten die Zillerbrüder in den Folgejahren den Gruppenbau des Sophienhofs, nur ohne den Turm, auf beiden Straßenseiten, teilweise gespiegelt und mit immer unterschiedlichen Formen der Fensterausstattung.
Durch die Zusammenarbeit der beiden Serkowitzer Baumeisterfirmen zum Beispiel beim Fontainenplatz wie auch die kommende gemeinsame Arbeit von Moritz Ziller und Wilhelm Eisold im 1880 gegründeten Verschönerungsvereins für die Lößnitz und Umgebung bekam die Baufirma Eisold die Möglichkeit, die von Gustav Ziller, Moritz Zillers jüngerem Bruder, stammenden Pläne 1881 für ein eigenes Villenprojekt in der Pestalozzistraße zu verwenden. Der Bauantrag dazu erfolgte im August 1879.
Die Veranda wurde 1900 nachträglich angesetzt. 1910 erfolgte noch der Anbau eines verschalten Schuppens.

## Ähnliche Gebäude
- Eduard-Bilz-Straße 17: Villa als Gruppenbau
- Eduard-Bilz-Straße 19: Villa als Gruppenbau
- Eduard-Bilz-Straße 21: 1877: Sophienhof (mit Turm, Denkmal)
- Eduard-Bilz-Straße 27: 1877: Villa als Gruppenbau (Denkmal)
- Eduard-Bilz-Straße 34: 1882/84: Villa Otto Hennig (Denkmal)
- Eduard-Bilz-Straße 37: 1878: Haus Rudell (Denkmal)
- Pestalozzistraße 39: 1879/1881: Villa als Gruppenbau (Denkmal, errichtet durch die Baufirma F. W. Eisold nach Gustav Zillers Entwurf)